# Ectoedemia rubifoliella
Ectoedemia rubifoliella là một loài bướm đêm thuộc họ Nepticulidae. Nó được tìm thấy ở Pennsylvania, Ohio và Kentucky.
Sải cánh dài khoảng 4 mm.

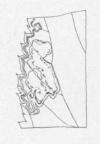
Lỗ do ấu trùng đục

Ấu trùng ăn mâm xôi. Chúng đục là cây chủ. 